# 倩女幽魂 (歌曲)
《倩女幽魂》，1987年張國榮主唱的同名電影主題曲，由黃霑作曲填詞、戴樂民編曲。收錄於張國榮同年推出的專輯《Summer Romance '87》当中。该首歌曲曾获提名第7屆香港電影金像獎頒獎禮最佳電影歌曲。

## 創作背景
張國榮曾說歌名本是《人生路茫茫》，但經理人陳淑芬覺得意頭不好（諧音「亡」），張國榮想縮短為《人生路》，她又說三個字的歌名不「旺」他，於是取回電影同名。
黃霑說過主旋律是他跟隨新藝城眾影人參觀法國康城影展時，一夜間寫成的，填好詞即獲通過。歌詞寄予了深意，「路隨人茫茫」寫的是當時香港人的心態。
到錄製歌曲時，樂器演奏方面有二胡家黃安源和琵琶師林風兩位名家。他又形容張國榮錄音「快而準而好」，令各製作單位均滿意。

## 派台與發行
張國榮所屬唱片公司新藝寶的老板陳少寶曾表示，當時已把主打曲《無心睡眠》派台，不能再派第二首，但電影方催促他盡快派台以宣傳電影，張國榮卻認為電影上映時歌曲自然會熱播，當刻應全力宣傳《無心睡眠》，陳少寶便叫張國榮加強在電台宣傳電影以安撫對方；到專輯《Summer Romance '87》發行時，又誤把此曲放在最後一軌，令電影方非常不滿。 

## 音樂特徵
歌曲的結構是「一段體」（即全曲不分主副歌，單以一個重重覆覆的樂段構成），並以小調調式寫成，旋律舒緩。編曲則是民族樂器、電子合成器和爵士鼓的混搭。中段達二分鐘的純樂器間奏，明報專欄作者孔昭形容「有濃厚交響樂味道」，先是二胡、琵琶、古箏漸次加入演奏，然後音樂色彩劇變，鼓混合琵琶以相當一致的音高和節奏反覆演奏了十多遍後，回歸平靜的人聲部分結束。

## 評價
有論者認為詞人寫活了寧采臣微妙迷茫的心態，也道出了「人生如夢的中國生死觀」。騰訊網一專欄則認為黃霑以深厚的文言根基，「將東方古典的宿命主題，融入到略帶陰氣的旋律氛圍裡」，賦予一部商業鬼片更深的內涵，產生出一首經典的「中國風」歌曲。
中國人民大學哲學院美學專業講師馮慶認為黃霑為電影系列《倩女幽魂》所寫的歌曲，亦可作互有關連的系列作觀。首先黃霑因「政治社會動盪對『快樂少年郎』的美夢探尋（《倩女幽魂》）可能造成的傷害引發了『不許紅日，教人分開，悠悠良夜不要變改』（《黎明不要來》）的傷悼情緒」，再於續集主題曲《人間道》表達了因現實風波而激發的憤怒，最終在第三部的主題曲《道道道》裡重建了理想的政治心態。

## 現場演繹
張國榮曾於百事巨星張國榮演唱會和張國榮告別樂壇演唱會演唱此曲。